# Rimini Calcio 1971-1972
Questa voce raccoglie le informazioni riguardanti il Rimini Calcio nelle competizioni ufficiali della stagione 1971-1972.

## Rosa
| N. |                   | Ruolo | Calciatore         |
| -- | ----------------- | ----- | ------------------ |
|    | Italia (bandiera) | P     | Giancarlo Bellucci |
|    | Italia (bandiera) | C     | Gabriele Bolognesi |
|    | Italia (bandiera) | P     | Roberto Conti      |
|    | Italia (bandiera) | D     | Fausto Ferrari     |
|    | Italia (bandiera) | D     | Franco Franchini   |
|    | Italia (bandiera) | A     | Sauro Frutti       |
|    | Italia (bandiera) | A     | Mario Garri        |
|    | Italia (bandiera) | A     | Mario Iseppi       |
|    | Italia (bandiera) | A     | Claudio Macciò     |

| N. |                   | Ruolo | Calciatore       |
| -- | ----------------- | ----- | ---------------- |
|    | Italia (bandiera) | A     | Carlo Magnani    |
|    | Italia (bandiera) | D     | Ivano Melotti    |
|    | Italia (bandiera) | A     | Mario Menconi    |
|    | Italia (bandiera) | D     | Giulio Natali    |
|    | Italia (bandiera) | C     | Guido Quadrelli  |
|    | Italia (bandiera) | D     | Gianfranco Sarti |
|    | Italia (bandiera) | A     | Valerio Spadoni  |
|    | Italia (bandiera) | C     | Gianni Zengarini |